# Liu Li-lin
Liu Li-lin (* 27. September 2002) ist eine taiwanesische Leichtathletin, die sich auf den Sprint spezialisiert hat.

## Sportliche Laufbahn
Erste internationale Erfahrungen sammelte Liu Li-lin im Jahr 2019, als sie bei den Jugendasienmeisterschaften in Hongkong mit 12,45 s im Halbfinale im 100-Meter-Lauf ausschied. 2023 schied sie bei den World University Games in Chengdu mit 12,03 s im Vorlauf aus und belegte mit der taiwanischen 4-mal-100-Meter-Staffel in 45,14 s den siebten Platz.
In den Jahren 2020 und 2022 wurde Liu taiwanische Meisterin in der 4-mal-100-Meter-Staffel.

## Persönliche Bestleistungen
- 100 Meter: 11,86 s (+0,6 m/s), 23. Oktober 2023 in Tainan
- 200 Meter: 24,77 s (+0,5 m/s), 24. Oktober 2023 in Tainan